# Embia asmarae
Embia asmarae är en insektsart som beskrevs av Ross 2006. Embia asmarae ingår i släktet Embia och familjen Embiidae. Inga underarter finns listade i Catalogue of Life.